# Verbum
Verbum – katolicki kwartalnik kulturalno-religijny wydawany w latach 1934–1939 w Warszawie, założony przez ks. Władysława Korniłowicza związany z prowadzonym przez Zgromadzenie ss. Franciszkanek Zakładem dla Ociemniałych w Laskach. Jego pierwszym redaktorem był Konrad Górski, następnie ks. Korniłowicz. Z pismem tym – jako krytyczka literacka i filozofka – współpracowała Teresa Landy.
„Verbum” propagował w międzywojennej Polsce idee związane z personalizmem chrześcijańskim. Na łamach kwartalnika publikowano tłumaczenia oryginalnych prac Jacques’a Maritaina – ojca nowoczesnego personalizmu, jak również twórczość m.in. Jerzego Lieberta, Zofii Kossak-Szczuckiej, Kazimiery Iłłakowiczówny, Józefa Marii Bocheńskiego.